# Ichiro Nodaira
Ichiro Nodaira (Japans: 野平一郎, Nodaira Ichiro) (Tokio, 5 mei 1953) is een Japans componist, muziekpedagoog en pianist.

## Levensloop
Nodaira studeerde aan de Tokyo National University of Fine Arts and Music (東京藝術大学 Tōkyō Gei-jutsu Daigaku), nu: Tokyo University of the Arts, in Tokio en behaalde aldaar zijn Master in Music. Met een studiebeurs van de Franse regering kon hij vervolgens aan het Conservatoire national supérieur de musique in Parijs studeren. Tot zijn docenten behoorden Yoshio Mamiya, Masayuki Nagatomi, Serge Nigg, Sadako Murai, Takako Horie, Yoshie Kora, Henriette Puig-Roget en Jean Koerner. Verder naam hij aan meessterklassen deel zoals de Internationale Ferienkurse für Neue Musik in Darmstadt, bij Franco Donatoni in Siena, bij György Ligeti, bij Brian Ferneyhough alsook aan het Institut de recherche et coordination acoustique/musique (IRCAM).
Van 1982 tot 1990 was hij pianist in het Ensemble de l’itineraire. Hij werkte eveneens als solist met het Filharmonisch orkest van Radio France, het Symfonieorkest van Radio Bazel (Radio Sinfonieorchester Basel), het Ensemble Intercontemporain, de London Sinfonietta, het Kamerorkest van Moskou, het New Japan Philharmonic Orchestra, het Tokyo Philharmonic Orchestra, het Japan Philharmonic Symphony Orchestra, het Tokyo Symphony Orchestra, het Tokyo Metropolitan Symphony Orchestra, het Nagoya Philharmonic Orchestra en het Gunma Symphony Orchestra. Met hem als solist gingen talrijke pianowerken van Japanse en Europese componisten in première zoals Antara van George Benjamin, het Concert nr. 4 voor piano en orkest van Mamiya Yoshio alsook werken van Toru Takemitsu en Joji Yuasa.
Van 1990 tot 2002 werkte hij als docent aan de Tokyo University of the Arts. Sinds 2005 is hij artistiek directeur van de AOI Concert Hall Shizuoka. In 2007 was hij een bepaalde tijd huiscomponist aan de Universität für Musik und Darstellende Kunst "Mozarteum" Salzburg.
Als componist werden tot nu meer dan 80 werken voor orkest, kamerorkest, instrumentaal-concerten, vocale muziek en muziektheater gepubliceerd.

## Composities

### Werken voor orkest
- 1981 Memoire/Transitoire, voor orkest
- 1986 Texture du delire III, voor ensemble van elektronica en kamerorkest
- 1990 La corde du feu, voor elektrische gitaar en kamerorkest
- 1994 Greeting Prelude, voor strijkorkest
- 1995 Concerto de chambre nr. 1, voor kamerorkest
- 1996 Concerto de chambre nr. 2, voor kamerorkest
- 1998-1999 Memoire/Transitoire II, voor groot orkest
- 1999-2000 Doubles, voor kamerorkest
- 2001 Espaces errants, voor strijkorkest
- 2002 La corde du feu, voor elektrische gitaar en groot orkest
- 2002 Concert, voor twee piano's en orkest
- 2002-2003 Concert, voor piano en orkest
- 2005-2006 Quatre scènes de "Madrugada", voor sopraan en orkest
- 2006 Triptyque, voor orkest 
  1. Courbes d’intensite
  2. Jeux de rythmes
  3. Ecarts
- 2006 Suite de Resonances, concert voor cello en orkest

### Werken voor harmonieorkest
- 2008 Le temps tisse III, voor harmonieorkest

### Muziektheater

#### Opera's
| Voltooid in | titel                        | aktes | première                                                        | libretto                     |
| ----------- | ---------------------------- | ----- | --------------------------------------------------------------- | ---------------------------- |
| 1998        | La troisieme voix (第三の声) |       |                                                                 | Alain Germain                |
| 2004-2005   | Madrugada (マドルガーダ)     |       | 19 augustus 2005 tijdens het Sleeswijk-Holstein Muziek Festival | Barry Gifford, Daniel Schmid |

### Vocale muziek

#### Werken voor koor
- 1987 Deux Fragments sur le texte de Manyo voor twaalf stemmen en twee kotos
- 1993-1994 rev.1999 Monologue de la nuit, voor gemengd koor en dwarsfluit - tekst: James Joyce "Ulysses"
  1. Monologue of nothingness
  2. Monologue of Eros
  3. Monologue Night
- 1999 Deux Poèmes de Makoto Ooka, voor gemengd koor en piano
  1. Portrait
  2. Physiology of water
- 2002-2003 Jardin de lumières, voor gemengd koor, viool en piano - tekst: Matsuura Hitoshi
- 2004 Paroles d'un savant, voor kinderkoor en piano
- 2007 Paroles d'un savant, voor kinderkoor en orkest
- 2008 Saiyaku Blues (Blues du malheur), voor gemengd koor en piano - tekst: Yusuke Kyōden
- 2009 Sept poèmes français, voor gemengd koor - tekst: Guillaume de Machaut, René Char, Antonin Artaud, Filippo Tommaso Marinetti, Jean Cocteau
- 2010 Evollutionale, voor kinderkoor en piano

#### Liederen
- 1975 Memoire et present, voor sopraan en piano - tekst: Makoto Ooka
- 1988 La Musique pour "Buffon Cote Jardin", voor zangstem en klavecimbel
- 1998 English Winds, voor sopraan, alt en piano - tekst: Nozomu Hayashi
- 2000 Silent noon, voor zangstem en piano - tekst: Dante Gabriel Rossetti, vertaald Rin Nozomi
- 2001 Dashu no sho, voor altsaxofoon en mezzosopraan - tekst: Yoshioka Minoru
- 2005-2006 Deux airs de Yumi, voor sopraan en piano
- 2005-2006 “Elegies”, Le cycle de melodies dans le style dramatique, voor zangstem, gitaar en dwarsfluit - tekst: Rin Nozomi
- 2007 Nuit, voor mezzosopraan en piano - tekst: Rin Mitiko

### Kamermuziek
- 1974 Quartuor à cordes
- 1977/1982 Le miroir ardent, voor drie dwarsfluiten en piano
- 1978 Kwintet, voor strijkkwartet en piano
- 1980-1981 Arabeque III, voor altsaxofoon en piano
- 1982 Texture du delire I, voor dwarsfluit, klarinet, viool, cello, piano en 2 synthesizers
- 1983 Arabesque V, voor tuba en piano
- 1984 Espaces errants II, voor blazersensemble, piano en slagwerk
- 1985-1986 Saxofoonkwartet
- 1985 En marge, voor klarinet en piano
- 1986 Vision, voor dwarsfluit en piano
- 1988 La Nuit sera blanche et noire, voor dwarsfluit en piano
- 1988 Trois Reminiscenses, voor twee violen
- 1988 Le Tourbillion du Labyrinthe, voor dwarsfluit en piano
- 1989-1990 Le temps tisse, voor koperblazers en slagwerk
- 1991-1992 Miniature, voor twee dwarsfluiten, klarinet, viool en piano
- 1992 Deuxième Quintette, voor strijkkwartet en piano
- 1993 Duo concertante, voor viool en piano
- 1993 Le temps Distordu, voor blaaskwintet
- 1994 The Ways, voor dwarsfluit, piano, gitaar en slagwerk
- 1995 Strijkkwartet nr. 2
- 1996 Trio du temps, voor klarinet, cello en piano
- 1997 Les Fleches du temps I, voor slagwerk en piano
- 1997 Deux Images, voor cello en piano
- 1999 Une autre......lune, voor dwarsfluit, klarinet, viool, cello en piano
- 2003 Deuxieme Image "Nachtmusik", voor cello en piano
- 2003 En plein air, voor altviool - première: september 2004, Concertgebouw Amsterdam door Nobuko Imai (altviool)
- 2003 Texture du delire IV, voor cello en piano
- 2003-2004 Quatuor en hiver, voor viool, altviool, cello en piano
- 2004 Musique pour l'instant, voor marimba solo, twee marimba en piano
- 2005 Strijkkwartet nr. 3
- 2006 Suite de Resonances II, voor dwarsfluit, klarinet, viool, altviool, cello en piano
- 2007 Quatuor de Karuizawa, voor klarinet, viool, cello en piano
- 2010 Strijkkwartet nr. 4

### Werken voor orgel
- 1997-1999 Heterotopie

### Werken voor piano
- 1979/1989/1991 Arabesque II
- 1984 Barcarolle
- 1985 Estamps 30 Pièces, voor jonge pianisten
- 1992 Interlude nr. 1
- 1994-1995 24 Pièces faciles, voor piano (vierhandig)
- 1998 Interlude nr. 2
- 1998 Deux Esquisses, voor twee piano's
- 1999 La vague pour Michio Mamiya
- 1999-2000 Le pas de Resonance
- 2000 Echo dans le bois, voor twee piano's
- 2005 Interlude nr. 3
- 2008 6 Interludes
- Flight

### Werken voor klavecimbel
- 2008 Rencontre

### Werken voor harp
- 1985 Messages I, voor harp
- 2002 La spirale du temps

### Werken voor gitaar
- 1979-1980 Les ombres enchainees, voor twee gitaren
- 1981-1982 Arabesque IV, voor gitaar
- 1986 Tango pour les etoires, voor gitaar
- 2000 Tango dans le bois, voor twee gitaren
- 2005-2006 Trois interludes, extraits de "Elegies", voor gitaar

### Werken voor slagwerk/percussie
- 1985 Espaces errants III, voor vier slagwerkers

### Elektronische muziek
- 1983 Texture du delire II, voor een ensemble met elektronica
- 2003 Ludwig van Sampling!, voor piano en computer

### Werken voor traditionele Japanse instrumenten
- 1989 Voix Interieure, voor shō
- 1995-1996 Voyage interieur, voor Gagaku-ensemble
- 1999-2000 Interfluve, voor shakuhachi, de:biwa, blokfluit en luit
- 2000 Memoire vive, voor traditionele Japanse instrumenten
- 2002 Interfluve II, voor shakuhachi en blokfluit
- 2007 Le temps tisse II, voor shakuhachi, koto en sangen